# Robert Orris Blake Jr.

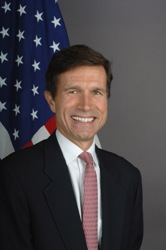
Robert O Blake Jr. (27. Februar 2007)

Robert Orris Blake Jr. (* 1957) ist ein ehemaliger US-amerikanischer Diplomat, der unter anderem zwischen 2006 und 2009 Botschafter der Vereinigten Staaten in Sri Lanka sowie von 2009 bis 2013 im Außenministerium Leiter der Unterabteilung Südasien und Zentralasien (Assistant Secretary of State for South and Central Asian Affairs) war. Darüber hinaus fungierte er zwischen 2014 und 2016 als Botschafter in Indonesien.

## Leben

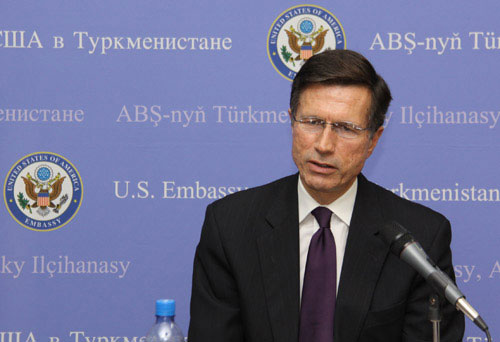
Robert Orris Blake Jr. bei einer Pressekonferenz (16. Februar 2011)

Robert Orris Blake Jr. war der Sohn des Diplomaten Robert Orris Blake (1921–2015), der unter anderem von 1971 bis 1973 Botschafter der Vereinigten Staaten in Mali war, und dessen Ehefrau Sylvia Whitehouse. Sein Großvater mütterlicherseits war der Diplomat Edwin Sheldon Whitehouse (1883–1965), der unter anderem von 1929 bis 1933 Gesandter in Guatemala sowie zwischen 1933 und 1934 Gesandter in Kolumbien war. Sein Onkel Charles S. Whitehouse (1926–2001) war ebenfalls Diplomat sowie zwischen 1973 und 1975 Botschafter in Laos und von 1975 bis 1978 Botschafter in Thailand war, während dessen Sohn, Blakes Cousin Sheldon Whitehouse (* 1955), seit 2007 demokratischer US-Senator für Rhode Island ist.
Blake selbst absolvierte nach dem Schulbesuch ein grundständiges Studium an der Harvard University, welches er 1980 mit einem Bachelor of Arts (BA) beendete. Ein postgraduales Studium im Fach Internationale Beziehungen an der Paul H. Nitze School of Advanced International Studies (SAIS) schloss er 1984 mit einem Master of Arts (MA International Relations) ab. 1985 trat er als Foreign Service Officer in den diplomatischen Dienst des Außenministeriums und fand in den folgenden Jahren zahlreiche Verwendungen im Ministerium sowie an Auslandsvertretungen. Er war zeitweise Verwaltungsassistent des Staatssekretärs für politische Angelegenheiten (Under Secretary of State for Political Affairs) sowie zwischen 2003 und 2006 als Deputy Chief of Mission Ständiger Vertreter und Stellvertreter des Botschafters in Indien.
Am 5. Juli 2006 wurde Blake zum Botschafter der Vereinigten Staaten in Sri Lanka ernannt und überreichte dort am 9. September 2006 als Nachfolger von Jeffrey John Lunstead seine Akkreditierung. Er verblieb auf diesem Posten bis zum 21. Mai 2009 und wurde daraufhin von Patricia A. Butenis abgelöst. Blake und der italienische Botschafter Pio Mariani wurden am 27. Februar 2007 bei einem Mörserangriff der Rebellenorganisation Liberation Tigers of Tamil Eelam auf einen Luftwaffenstützpunkt in Batticaloa im Sri Lankas verletzt. Als Botschafter in Sri Lanka war er in seinem Amtssitz in Colombo vom 30. Oktober 2006 bis zum 21. Mai 2009 zugleich als Botschafter auf den Malediven akkreditiert. Nach seiner Rückkehr wurde er im Außenministerium am 22. Mai 2009 zum Leiter der Unterabteilung Südasien und Zentralasien (Assistant Secretary of State for South and Central Asian Affairs) ernannt und trat dieses Amt als Nachfolger von Richard Boucher offiziell am 26. Mai 2013 an. Er bekleidete die Funktion bis zum 18. Oktober 2013, woraufhin Nisha Desai Biswal ihn ablöste.
Am 6. November 2013 erfolgte die Ernennung von Robert Orris Blake Jr. zum Botschafter in Indonesien, wo er am 30. Januar 2014 als Nachfolger von Scot Alan Marciel sein Beglaubigungsschreiben überreichte. Auf diesem Posten verblieb er bis zum 19. Juli 2016 und wurde daraufhin von Joseph R. Donovan Jr. abgelöst.
Aus seiner Ehe mit Sofia Blake gingen drei Töchter hervor.